# Битва на Шельді

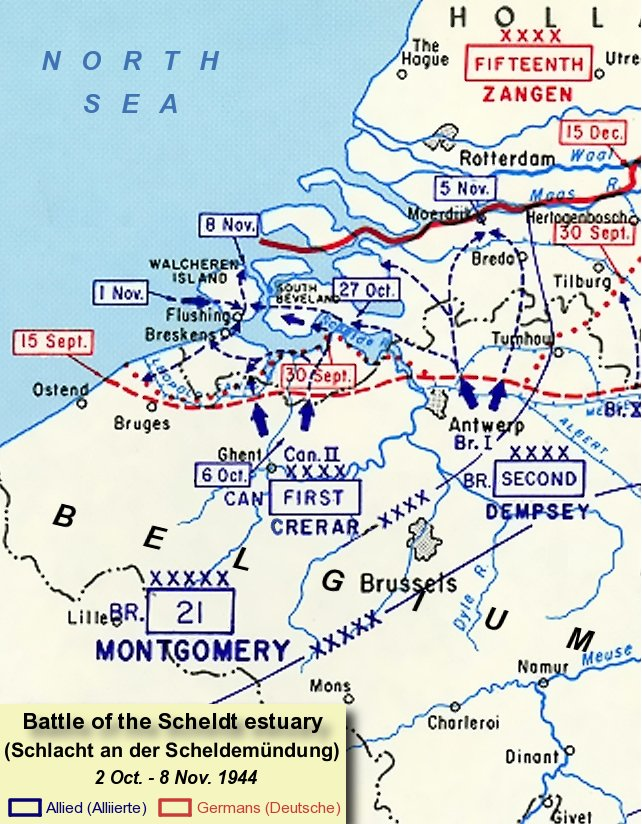
Карта бойових дій в битві за гирло річки Шельда

Битва на Шельді (англ. Battle of the Scheldt) — серія військових операцій та боїв, проведена військами союзників, в основному силами 1-ї канадської армії, під час визволення північної Бельгії та південно-західних Нідерландів за часів 2-ї світової війни.